# Убаган
Убага́н (каз. Обаған) — село у складі Узункольського району Костанайської області Казахстану. Входить до складу Убаганського сільського округу.
Населення — 395 осіб (2021; 582 у 2009, 610 у 1999, 597 у 1989).